# بهز بن أسد
أبو الأسود بهز بن أسد العمي البصري إمام حافظ ثقة، وأحد رواة الحديث النبوي. وهو أخو الراوي والمحدث معلى بن أسد.

## روايته للحديث النبوي
- روى عن:  أبان بْن يزيد العطار، وبكير بن أبي السميط المسمعي، وجرير بن حازم، وحصين بْن نمير، وحماد بن سلمة، وسليم بن حيان، وسُلَيْمان بْن المغيرة، وشعبة بن الحجاج، وعبد الله بن بكر بن عَبْد اللَّهِ المزني، وعلي بْن مسعدة الباهلي، وعُمَر بْن أَبي زائدة، والقاسم بْن الفضل الحداني، والمثنى بْن سَعِيد، وهارون بن موسى النحوي، وهمام بن يحيى، ووهيب بن خالد، ويزيد بْن إبراهيم التستري، ويزيد بن زريع، وأبي بكر النهشلي، وأبي عقيل الدورقي.[1] والربيع بن حبيب الحنفي.[2]
- روى عنه: إِبْرَاهِيم بْن موسى الرازي، وأحمد بْن إِبْرَاهِيم الدورقي، وأحمد بْن سنان القطان، وأحمد بن حنبل، وحفص بْن عَمْرو الربالي، وأَبُو أيوب سُلَيْمان بْن عُبَيد اللَّه الغيلاني، وعَبْد اللَّهِ بْن هاشم الطوسي، وعبد الرحمن بْن بشر بْن الحكم النيسابوري، وعَمْرو بْن يزيد الجرمي، وقتيبة بن سعيد، وأَبُو بَكْر مُحَمَّد بْن أَحْمَد بْن نافع العبدي، ومحمد بن بشار بندار، ومحمد بْن حاتم السمين، وأبو بكر مُحَمَّد بْن خلاد الباهلي، ومحمد بْن عثمان بْن أَبي صفوان الثقفي، ومحمد بْن عَمْرو ذبيح الرازي، ويعقوب الدورقي.[1]
- الجرح والتعديل: قال يحيى بن معين: «ثقة»، وَقَال أبو حاتم الرازي: «إمام، صدوق، ثقة». وقال أحمد بن حنبل: «إليه المنتهى فِي التثبت.»،[1] وقال عبد الرحمن بن بشر: ما رأيت رجلا خيرا من بهز.[3]

## وفاته
قال الذهبي توفي سنة 197 هـ.